# 鳥取ゴルフ倶楽部
鳥取ゴルフ倶楽部（とっとりゴルフくらぶ）は、鳥取県鳥取市にあるゴルフ場である。

## 概要
1952年（昭和27年）4月17日午後、鳥取県鳥取市は全市を焼失する鳥取大火災に見舞われた、その復興を指揮したのが鳥取市の火災復興局長・池口凌である。池口が発案したのがゴルフ場建設だった、鳥取の観光資源にもなると「鳥取砂丘ゴルフ場」を提案した。1953年（昭和28年）、新たなゴルフ場の建設に向けて「鳥取ゴルフ倶楽部」が創設された。
ゴルフ場の建設用地は、戦前は健脚部隊として知られた歩兵第40連隊の演習場で、戦後は鳥取大学の砂丘研究所に払い下げられていた、浜坂砂丘の西側一画の20万坪を借地することが決まった。日本海の波打際がウォーターハザード、スルーザグリーンとティグラウンドは全て砂で、バンカーとグリーンは杭で区別し、グリーン面は砂掻きで均し、造成費はかからなかったのである。
砂丘ゴルフ場は魅力があった、風の方向や強弱により砂丘が変化し、地形も微妙に変化する。原始的なゴルフ場だが「大火の後始末に四苦八苦し、沈みがちな市民に元気と希望を与えた功績は大きい」と会報誌に書かれている。プレー料金は、1ラウンド300円で、コースヤーデージは不詳である。砂丘ゴルフ場は、約10年間続いた。
1962年（昭和37年）、砂丘ゴルフ場は借主の鳥取大学に返還された。1963年（昭和38年）3月、新たなゴルフ場の建設用地が決まった、鳥取砂丘に隣接する鳥打山麓の20万坪である。コース設計は、間野貞吉に依頼し、造成工事が着工された。1964年（昭和39年）7月20日、造成工事が完成し、9ホール、3,257ヤード、パー35規模のゴルフ場が開場された。
2012年（平成24年）3月9日、当ゴルフ場を経営していた鳥取振興開発（株）が鳥取地方裁判所に民事再生法の適用を申請。その後はパチンコ店UFO・ボウリング場を運営するサンヨーグループの（株）玉川の支援を受け民事再生手続きを開始、2013年2月にサンヨーグループの企業となり、2020年6月1日（株）玉川へ吸収合併し解散。
現在のコースは、9ホールを2回ラウンドする方式で、バックティ3,201ヤード、パー36でラウンドする。コースの特徴は、日本海から吹く風による影響が戦略的な面白さとなることで、砂丘ゴルフ場以来変わらない。

## 所在地
〒680-0001 鳥取県鳥取市浜坂鳥打山1318番地

## コース情報
- 開場日 - 1964年7月20日
- 設計者 - 間野 貞吉
- 面積 - 661,000m2（約20.0万坪）
- コースタイプ - 丘陵コース
- コース - 9ホールズ、パー36、6,164ヤード
- フェアウェー - コウライ
- ラフ - ノシバ
- グリーン - 2グリーン、ベント
- ラウンドスタイル - 全組キャディ付、歩いてのラウンド、1組4人が原則、状況によりツーサム可
- 練習場 - 無し
- 休場日 - 毎週月曜日（セルフ営業）、12月31日、1月1日[5]

## ギャラリー
- コース - 「鳥取ゴルフ倶楽部」、コース、2021年5月28日閲覧
- ハウス - 「鳥取ゴルフ倶楽部」、クラブハウス、2021年5月28日閲覧

## 交通アクセス
- 鉄道 - 山陰本線（JR西日本） - 鳥取駅より タクシー利用約15分[6]
- 道路 - 国道9号線 - 鳥取駅より 9Km 約15分[6]

## 関連文献
- 『ゴルフ場ガイド 西版』、2006-2007、「鳥取ゴルフ倶楽部」、東京 ゴルフダイジェスト社、2006年5月、2021年5月28日閲覧
- 『美しい日本のゴルフコース BEAUTIFUL GOLF CULTURE IN JAPAN 日本のゴルフ110年記念 ゴルフは日本の新しい伝統文化である』、ゴルフダイジェスト社「美しい日本のゴルフコース」編纂委員会編、「山陰海岸国立公園内に造られた砂丘コースは鳥取の観光資源でもあった」、東京 ゴルフダイジェスト社、2013年12月、2021年5月28日閲覧